# Zygmunt Grudziński (wojewoda rawski)
Zygmunt Grudziński (ur. ok. 1560, zm. 1618) – wojewoda rawski w latach 1601-1618, starosta grodzki inowrocławski 1613-1617, kasztelan kruszwicki 1593-1601, jeden z przywódców rokoszu Zebrzydowskiego.

## Życiorys
Syn Janusza (zm. 1588), kasztelana krzywińskiego i Róży Starczynowskiej. Rodzeństwo Zygmunta: Jan (zm. 1624), kasztelan santocki i nakielski; Katarzyna; Barbara; Elżbieta; Anna i Urszula. Ożenił się z Barbarą Karśnicką. Z małżeństwa urodzili się: Stefan (zm. 1640), starosta ujski, pilski i bolemowski; Marianna, późniejsza żona Jana Zebrzydowskiego oraz Jana Bykowskiego, starosty sieradzkiego; Andrzej (zm. 1649), wojewoda rawski.
24 czerwca 1607 podpisał pod Jeziorną akt detronizacji Zygmunta III Wazy.